# McCann Glacier
McCann Glacier är en glaciär i Antarktis. Den ligger i Östantarktis. Nya Zeeland gör anspråk på området. McCann Glacier ligger 1 067 meter över havet.
Terrängen runt McCann Glacier är kuperad åt sydväst, men åt nordost är den platt. Trakten är obefolkad. Det finns inga samhällen i närheten. 